# 체양스제
체양스제(중국어 간체자: 切阳什姐, 정체자: 切陽什姐, 병음: Qiēyáng Shíjiě, 한자음: 절양십저, 1990년 11월 10일~) 또는 최잉 끼(티베트어: ཆོས་དབྱིངས་སྐྱིད་, 표준 티베트어 발음: [tɕʰǿjiŋ cîʔ], 암도 티베트어 발음: [tɕʰeɣjaŋ ʂcəl])는 중화인민공화국의 육상 선수로 주 종목은 경보이다. 2012년 하계 올림픽에서 여자 20km 경보 부문 금메달을 획득했으며, 세계 선수권 대회에서 은메달 1개, 동메달 3개를 획득했다.
티베트족이며 티베트 최초의 올림픽 참가 선수이자 티베트 최초의 올림픽 메달리스트이다.